# Xenocys
Xenocys is een monotypisch geslacht van straalvinnige vissen uit de familie van grombaarzen (Haemulidae). Het werd in 1890 beschreven door Jordan & Bollman, samen met de enige soort in het geslacht, Xenocys jessiae.

## Soort
- Xenocys jessiae Jordan & Bollman, 1890